# Phyllophaga hintonella
Phyllophaga hintonella är en skalbaggsart som beskrevs av Saylor 1941. Phyllophaga hintonella ingår i släktet Phyllophaga och familjen Melolonthidae. Inga underarter finns listade i Catalogue of Life.